# Svea Norén
Svea Norén (n. 5 octombrie 1895, Stockholm, Suedia-Norvegia – d. 9 mai 1985, Lidingö, Comitatul Stockholm, Suedia) a fost o patinatoare artistică ce a reprezentat Suedia, medaliată olimpică. A participat la o ediție a Jocurilor Olimpice (1920) în care a câștigat o medalie de argint.

## Participări
Lista de mai jos prezintă principalele competiții la care a participat Svea Norén de-a lungul carierei.
- patinage artistique aux Jeux olympiques d'été de 1920 – individuel dames[*]